# Birbouche
Birbouche (în arabă بربوش) este o comună din provincia Aïn Defla, Algeria.
Populația comunei este de 4.897 de locuitori (2008).